# NIFL Premiership 2016-17
La NIFL Premiership 2016-17 fue la edición número 116 de la NIFL Premiership. La temporada comenzó el 6 de agosto de 2016 y terminó el 12 de mayo de 2017. Linfield se proclamó campeón.

## Sistema de competición
El torneo consta de dos fases, en la Fase regular los doce equipos participantes jugaron entre sí, todos contra todos, tres veces totalizando 33 partidos cada uno, al final de estos 33 partidos fueron divididos en dos grupos. el Grupo campeonato lo integraron los seis primeros de la Fase regular, mientras que el Grupo descenso lo integraron los seis últimos, dentro de cada grupo los seis equipos jugaron entre sí, todos contra todos, una vez, sumando así cinco partidos más generando un total de 38 partidos, los resultados estadísticos de la Fase regular se mantuvieron en cada uno de los grupos. Al final de las 38 jornadas el primer clasificado del Grupo campeonato obtuvo un cupo para la segunda ronda de la Liga de Campeones 2017-18, mientras que el segundo clasificado obtuvo un cupo para la primera ronda de la Liga Europea 2017-18, por otro lado los cuatro últimos de este grupo más el primer clasificado del Grupo descenso jugaron unos Play-offs por un cupo para la primera ronda de la Liga Europea 2017-18. El último clasificado del Grupo descenso descendió al NIFL Championship 2017-18, mientras que el penúltimo clasificado jugó un Play-off de relegación contra el subcampeón del NIFL Championship 2016-17 para determinar cual de los dos jugará en la NIFL Premiership 2017-18.
Un tercer cupo para a primera ronda de la Liga Europea 2017-18 fue asignado al campeón de la Copa de Irlanda del Norte.

## Equipos participantes
| Equipo                | Ciudad         | Estadio         | Capacidad |
| --------------------- | -------------- | --------------- | --------- |
| Ards                  | Bangor         | Clandeboye Park | 1.895     |
| Ballinamallard United | Ballinamallard | Ferney Park     | 2.000     |
| Ballymena United      | Ballymena      | The Showgrounds | 3.050     |
| Carrick Rangers       | Carrickfergus  | Taylors Avenue  | 6.000     |
| Glenavon              | Lurgan         | Mourneview Park | 4.160     |
| Glentoran             | Belfast        | The Oval        | 6.050     |
| Cliftonville          | Belfast        | Solitude        | 2.530     |
| Coleraine             | Coleraine      | The Showgrounds | 2.496     |
| Crusaders             | Belfast        | Seaview         | 3.383     |
| Dungannon Swifts      | Dungannon      | Stangmore Park  | 5.000     |
| Linfield              | Belfast        | Windsor Park    | 10.500    |
| Portadown             | Portadown      | Shamrock Park   | 3.940     |

### Ascensos y descensos
| Pos. | Ascendido de Championship 2015-16 |
| ---- | --------------------------------- |
| 1    | Ards                              |

| Pos. | Descendido de Premiership 2015-16 |
| ---- | --------------------------------- |
| 12   | Warrenpoint Town                  |

## Primera fase

### Clasificación
| Pos. | Equipo                | Pts. | PJ | G  | E  | P  | GF | GC | Dif. | Clasificación 2016–17    |
| ---- | --------------------- | ---- | -- | -- | -- | -- | -- | -- | ---- | ------------------------ |
| 1    | Crusaders             | 78   | 33 | 24 | 6  | 3  | 71 | 27 | +44  | Ronda por el campeonato  |
| 2    | Linfield              | 74   | 33 | 22 | 8  | 3  | 73 | 22 | +51  | Ronda por el campeonato  |
| 3    | Coleraine             | 60   | 33 | 17 | 9  | 7  | 49 | 32 | +17  | Ronda por el campeonato  |
| 4    | Cliftonville          | 58   | 33 | 17 | 7  | 9  | 50 | 35 | +15  | Ronda por el campeonato  |
| 5    | Ballymena United      | 52   | 33 | 16 | 4  | 13 | 67 | 66 | +1   | Ronda por el campeonato  |
| 6    | Glenavon              | 45   | 33 | 11 | 12 | 10 | 47 | 44 | +3   | Ronda por el campeonato  |
| 7    | Dungannon Swifts      | 40   | 33 | 10 | 10 | 13 | 54 | 53 | +1   | Ronda por la permanencia |
| 8    | Glentoran             | 39   | 33 | 10 | 9  | 14 | 38 | 46 | −8   | Ronda por la permanencia |
| 9    | Ards                  | 36   | 33 | 10 | 6  | 17 | 48 | 62 | −14  | Ronda por la permanencia |
| 10   | Ballinamallard United | 29   | 33 | 8  | 5  | 20 | 35 | 63 | −28  | Ronda por la permanencia |
| 11   | Carrick Rangers       | 21   | 33 | 5  | 6  | 22 | 26 | 65 | −39  | Ronda por la permanencia |
| 12   | Portadown             | 7    | 33 | 5  | 4  | 24 | 23 | 66 | −43  | Ronda por la permanencia |

Actualizado a los partidos jugados el 25 de marzo de 2017.
 Fuente: Soccerway
Notas:
1. ↑  Portadown se le descontaron 12 puntos por el incumplimiento en el registro de un jugador[1]

### Resultados cruzados
| Local \ Visitante     | ARD | BMD | BYM | CRK | CLI | COL | CRU | DUN | GLE | GLT | LIN | POR |
| --------------------- | --- | --- | --- | --- | --- | --- | --- | --- | --- | --- | --- | --- |
| Ards                  | —   | 3–3 | 2–4 | 3–1 | 2–2 | 1–2 | 0–1 | 3–3 | 0–1 | 2–0 | 0–2 | 1–0 |
| Ballinamallard United | 2–1 | —   | 0–1 | 1–3 | 1–2 | 0–3 | 0–1 | 2–0 | 1–1 | 2–1 | 1–2 | 1–2 |
| Ballymena United      | 3–4 | 4–0 | —   | 2–0 | 3–2 | 2–0 | 2–1 | 1–4 | 3–3 | 4–1 | 1–4 | 2–0 |
| Carrick Rangers       | 1–1 | 3–3 | 1–4 | —   | 0–3 | 2–0 | 1–4 | 0–3 | 0–0 | 1–2 | 0–2 | 1–1 |
| Cliftonville          | 2–0 | 1–0 | 2–0 | 1–0 | —   | 1–0 | 0–4 | 1–2 | 3–0 | 2–0 | 2–1 | 1–0 |
| Coleraine             | 1–1 | 3–1 | 2–2 | 2–0 | 0–1 | —   | 1–1 | 2–2 | 2–2 | 4–1 | 1–1 | 3–0 |
| Crusaders             | 1–0 | 5–1 | 6–0 | 3–1 | 4–3 | 1–0 | —   | 3–1 | 3–1 | 2–2 | 0–0 | 2–1 |
| Dungannon Swifts      | 1–2 | 3–2 | 2–2 | 3–1 | 1–1 | 4–0 | 0–1 | —   | 1–1 | 0–1 | 0–4 | 6–0 |
| Glenavon              | 1–0 | 0–1 | 5–0 | 4–0 | 3–2 | 1–0 | 3–3 | 0–1 | —   | 1–1 | 2–2 | 1–0 |
| Glentoran             | 1–0 | 1–1 | 2–3 | 0–1 | 2–1 | 0–1 | 1–3 | 1–0 | 2–2 | —   | 1–2 | 0–0 |
| Linfield              | 4–0 | 4–0 | 2–1 | 3–0 | 1–2 | 1–1 | 0–0 | 1–1 | 4–0 | 1–1 | —   | 4–1 |
| Portadown             | 0–3 | 2–1 | 0–2 | 4–0 | 0–3 | 0–1 | 0–1 | 2–0 | 3–0 | 0–1 | 0–5 | —   |

| Local \ Visitante     | ARD | BMD | BYM | CRK | CLI | COL | CRU | DUN | GLE | GLT | LIN | POR |
| --------------------- | --- | --- | --- | --- | --- | --- | --- | --- | --- | --- | --- | --- |
| Ards                  | —   | 2–0 | 4–2 | 0–4 | —   | —   | 2–4 | —   | 1–0 | 1–3 | —   | —   |
| Ballinamallard United | —   | —   | 1–2 | —   | 1–0 | 1–2 | —   | —   | —   | —   | 1–2 | 1–0 |
| Ballymena United      | —   | —   | —   | 3–1 | —   | 1–1 | —   | 3–2 | 3–4 | 2–4 | —   | 3–0 |
| Carrick Rangers       | —   | 1–2 | —   | —   | —   | —   | —   | 0–1 | 0–0 | —   | 0–2 | 3–2 |
| Cliftonville          | 2–1 | —   | 2–1 | 0–0 | —   | 0–0 | —   | —   | —   | 1–1 | —   | 3–0 |
| Coleraine             | 3–1 | —   | —   | 2–0 | —   | —   | 1–0 | 2–1 | —   | 2–0 | —   | 4–2 |
| Crusaders             | —   | 3–1 | 2–1 | 3–0 | 1–0 | —   | —   | —   | —   | —   | 1–2 | —   |
| Dungannon Swifts      | 3–3 | 2–2 | —   | —   | 2–2 | —   | 1–2 | —   | —   | —   | 1–4 | —   |
| Glenavon              | —   | 3–0 | —   | —   | 2–2 | 1–2 | 0–1 | 2–0 | —   | —   | 1–2 | —   |
| Glentoran             | —   | 0–1 | —   | 1–0 | —   | —   | 0–3 | 2–2 | 0–0 | —   | 0–1 | —   |
| Linfield              | 5–1 |     | 2–0 |     | 2–0 | 0–1 |     |     |     |     | —   | 1–1 |
| Portadown             | 0–3 | —   | —   | —   | —   | —   | 1–1 | 0–1 | 1–2 | 0–5 | —   | —   |

| 1. 2. 3. |

## Grupo campeonato

### Clasificación
| Pos. | Equipo               | Pts. | PJ | G  | E  | P  | GF | GC | Dif. | Clasificación 2017–18                              |
| ---- | -------------------- | ---- | -- | -- | -- | -- | -- | -- | ---- | -------------------------------------------------- |
| 1    | Linfield (C)         | 89   | 38 | 27 | 8  | 3  | 87 | 24 | +63  | Primera Ronda de la Liga de Campeones              |
| 2    | Crusaders            | 87   | 38 | 27 | 6  | 5  | 83 | 36 | +47  | Primera Ronda de la Liga Europea                   |
| 3    | Coleraine            | 65   | 38 | 18 | 11 | 9  | 56 | 42 | +14  | Primera Ronda de la Liga Europea                   |
| 4    | Ballymena United (O) | 59   | 38 | 18 | 5  | 15 | 75 | 73 | +2   | Play-offs para entrar en la Liga Europa de la UEFA |
| 5    | Cliftonville         | 58   | 38 | 17 | 7  | 14 | 55 | 50 | +5   | Play-offs para entrar en la Liga Europa de la UEFA |
| 6    | Glenavon             | 39   | 13 | 13 | 0  | 0  | 55 | 55 | 0    | Play-offs para entrar en la Liga Europa de la UEFA |

Actualizado a los partidos jugados el 29 de abril de 2017.
 Fuente: Soccerway
Notas:
1. ↑  Tras ganar la Copa de Irlanda del Norte, el Crusaders obtiene una plaza para participar en la Liga Europa 2017-18 pero, al encontrarse este equipo clasificado a través de su posición de Liga para disputar la misma, la plaza obtenida a través de la Copa recae sobre el tercer clasificado.

### Resultados cruzados
| Local \ Visitante | BYM | CLI | COL | CRU | GLE | LIN |
| ----------------- | --- | --- | --- | --- | --- | --- |
| Ballymena United  | —   | 4–1 | —   | 3–0 | —   | 0–2 |
| Cliftonville      | —   | —   | —   | 2–3 | 1–3 | 1–3 |
| Coleraine         | 1–1 | 2–0 | —   | —   | 1–1 | 1–5 |
| Crusaders         | —   | —   | 3–2 | —   | 6–1 | —   |
| Glenavon          | 3–0 | —   | —   | —   | —   | —   |
| Linfield          | —   | —   | —   | 1–0 | 3–0 | —   |

## Grupo descenso

### Clasificación
| Pos. | Equipo                | Pts. | PJ | G  | E  | P  | GF | GC | Dif. | Clasificación 2017–18                              |
| ---- | --------------------- | ---- | -- | -- | -- | -- | -- | -- | ---- | -------------------------------------------------- |
| 1    | Dungannon Swifts      | 52   | 38 | 14 | 10 | 14 | 67 | 59 | +8   | Play-offs para entrar en la Liga Europa de la UEFA |
| 2    | Ards                  | 47   | 38 | 13 | 8  | 17 | 61 | 70 | −9   |                                                    |
| 3    | Glentoran             | 46   | 38 | 12 | 10 | 16 | 45 | 53 | −8   |                                                    |
| 4    | Ballinamallard United | 35   | 38 | 10 | 5  | 23 | 45 | 72 | −27  |                                                    |
| 5    | Carrick Rangers (O)   | 22   | 38 | 5  | 7  | 26 | 31 | 79 | −48  | Playoffs de descenso.                              |
| 6    | Portadown             | 13   | 38 | 7  | 4  | 27 | 28 | 75 | −47  | Desciende a la NIFL Championship 2017-18           |

Actualizado a los partidos jugados el 29 de abril de 2017.
 Fuente: Soccerway
Notas:
1. ↑  Portadown se le descontaron 12 puntos por el incumplimiento en el registro de un jugador[1]

### Resultados cruzados
| Local \ Visitante     | ARD | BMD | CRK | DUN | GLT | POR |
| --------------------- | --- | --- | --- | --- | --- | --- |
| Ards                  | —   | —   | —   | 4–1 | —   | 3–2 |
| Ballinamallard United | 2–3 | —   | 4–1 | 1–4 | 3–0 | —   |
| Carrick Rangers       | 2–2 | —   | —   | —   | 1–2 | —   |
| Dungannon Swifts      | —   | —   | 4–0 | —   | 2–1 | 2–0 |
| Glentoran             | 1–1 | —   | —   | —   | —   | 3–0 |
| Portadown             | —   | 1–0 | 2–1 | —   | —   | —   |

## Play-offs para la Liga Europea
Será jugado por los tres últimos clasificados del Grupo campeonato más el primero del Grupo descenso.

### Semifinales
| 8 de mayo de 2017, 19:45 | Ballymena United                                        | 5:2 (3:0) | Dungannon Swifts         | The Showgrounds, Ballymena |                        |
|                          | - Kane 3' 40' - McKinney 36' - McMurray 70' - Owens 82' | Reporte   | - 64' Lowe - 74' Glackin | Árbitro(s): Ian McNabb     | Árbitro(s): Ian McNabb |

| 8 de mayo de 2017. 19:45 | Cliftonville                                | 3:5 (3:2) | Glenavon                                                               | Solitude, Belfast        |                          |
|                          | - Winchester 7' - Curran 33' - Donnelly 42' | Reporte   | - 3' Marshall - 40' Moorhouse - 49' Singleton - 69' Gray - 72' McGrory | Árbitro(s): Tim Marshall | Árbitro(s): Tim Marshall |

### Final
| 12 de mayo de 2017, 19:45 | Ballymena United            | 2:1 (1:0) | Glenavon      | The Showgrounds, Ballymena |                           |
|                           | - Lindsay 5' - Marshall 66' | Reporte   | - 86' Cushley | Árbitro(s): Arnold Hunter  | Árbitro(s): Arnold Hunter |

| Ballymena United Clasificado a la Liga Europea 2017-18 |

## Play-off de relegación
Será jugado por el quinto Grupo descenso contra el vencedor del playoff del NIFL Championship 2016-17.
| 9 de mayo de 2017, 19:45 | Intitute        | 1:1 (1:1) | Carrick Rangers | Riverside Stadium, Drumahoe |                          |
|                          | - McCrudden 41' | Reporte   | - 43' Murray    | Árbitro(s): Lee Tavinder    | Árbitro(s): Lee Tavinder |

| 12 de mayo de 2017, 19:45 | Carrick Rangers                                | 4:1 (2:1) (Global 5:2) | Intitute     | Belfast Loughshore Hotel Arena, Carrickfergus |                       |
|                           | - McVey 11' - McCullough 26' - O'Brien 71' 79' | Reporte                | - 12' Morrow | Árbitro(s): S. Taylor                         | Árbitro(s): S. Taylor |

## Goleadores
Actualizado el 25 de marzo de 2017.
| Pos. | Jugador           | Equipo                | Goles |
| ---- | ----------------- | --------------------- | ----- |
| 1    | Andrew Mitchell   | Dungannon Swifts      | 25    |
| 2    | Paul Heatley      | Crusaders             | 17    |
| 3    | Jordan Owens      | Crusaders             | 16    |
| 4    | Cathair Friel     | Ballymena United      | 14    |
| 4    | Tony Kane         | Ballymena United      | 14    |
| 4    | Andrew Waterworth | Linfield              | 14    |
| 7    | Curtis Allen      | Glentoran             | 13    |
| 7    | Jamie McGonigle   | Coleraine             | 13    |
| 9    | Adam Lecky        | Ballinamallard United | 11    |
| 10   | Gavin Whyte       | Crusaders             | 10    |